# 1926–1927-es olasz labdarúgókupa
Az 1926–1927-es olasz labdarúgókupa az olasz kupa 2. kiírása. A kupát a 4. körben félbeszakították, mivel a dátumokat nem tudták összeegyeztetni.

## Eredmények

### Első forduló

#### A csoport
| 1. csapat       | Eredmény  | 2. csapat                   |
| --------------- | --------- | --------------------------- |
| Acqui           | 1–4       | Casale                      |
| Internazionale  | 14–0      | Acc. E Ferriere Novi Ligure |
| Cremonese       | 2–1       | Crema                       |
| Lancia Torino   | 0–21      | Spes Genova                 |
| Fiorente Genova | 2–22 0–23 | Genovese                    |

1 - Az olasz szövetség döntése alapján.

2 - A mérkőzést törölték és megismételték egy későbbi időpontban.

3 - Megismételt mérkőzés.

#### B csoport
| 1. csapat        | Eredmény  | 2. csapat            |
| ---------------- | --------- | -------------------- |
| Treviso          | 3–0       | Venezia              |
| Carraresi Padova | 0–5       | Forti e Liberi Forlì |
| Bologna          | 5–1       | Casalecchio          |
| Piacenza         | 4–1       | Panaro Modena        |
| Verona           | 7–2       | Libertas Venezia     |
| Fiumana          | 5–01 1–02 | Fiume                |

1 - A mérkőzést törölték és megismételték egy későbbi időpontban.

2 - Megismételt mérkőzés.

#### C csoport
| 1. csapat     | Eredmény | 2. csapat      |
| ------------- | -------- | -------------- |
| Italia Ancona | 2–01     | Viareggio      |
| Savoia        | –2       | Ideale Bari    |
| Bagnolese     | 10–1     | Cagliari       |
| Pistoiese     | 1–0      | Fortitudo Roma |

1 - Az olasz szövetség döntése alapján.

2 - A mérkőzést nem játszották le, így mindkét csapat kiesett.

### Második forduló
| 1. csapat            | Eredmény        | 2. csapat                        |
| -------------------- | --------------- | -------------------------------- |
| Vado                 | –1              | Fiumana                          |
| Genovese             | 3–1             | Vogherese                        |
| Reggiana             | 6–3             | Corniglianese                    |
| Andrea Doria         | 4–2             | Dolo                             |
| Milan                | 7–1             | Rivarolese                       |
| Cento                | 0–15            | Juventus                         |
| AC Italia Padova     | 3–4             | Monza                            |
| Valenzana            | 0–7             | Internazionale                   |
| Vola Genova          | 3–0             | Dopolavoro Ferroviario Trieste   |
| Canottieri Lecco     | 6–0             | Entella Chiavari                 |
| US Milanese          | 9–2             | Abbiategrasso                    |
| Vigevanesi           | 2–0             | Trevigliese                      |
| Pro Vercelli         | 3–0             | Sampierdarenese                  |
| Spezia               | 2–3 (hu.)       | Casale                           |
| Speranza Savona      | 0–2             | Modena                           |
| Varese               | 0–22            | Castelbolognese                  |
| Verona               | 1–13 (hu.) 5–04 | Biellese                         |
| Sestese              | 4–1             | Brescia                          |
| Forti e Liberi Forlì | 2–02            | Tigullio Santa Margherita Ligure |
| Fanfulla Lodi        | 1–3             | Gallaratese                      |
| Mantova              | 1–3             | Genoa                            |
| Saronno              | 3–1             | Spes Genova                      |
| Torino               | 9–0             | Piacenza                         |
| Sestrese             | 4–2             | Officine Meccaniche Milano       |
| Alessandria          | 17–2            | AC Bologna                       |
| Edera Trieste        | 2–1             | Savona                           |
| Legnano              | 0–1             | Bologna                          |
| Oderzo               | 1–2             | Carpi                            |
| Pro Palazzolo        | 4–2             | Petrarca Fumei Padova            |
| Padova               | 5–2             | Derthona                         |
| Grion Pola           | 0–3             | Novara                           |
| Monfalconese CNT     | 0–22            | Stelvio Olona Milano             |

1 - A mérkőzést nem játszották le, így mindkét csapat kiesett.

2 - Az olasz szövetség döntése alapján.

3 - A mérkőzést megismételték.

4 - Megismételt mérkőzés.

### Harmadik forduló
| 1. csapat            | Eredmény      | 2. csapat            |
| -------------------- | ------------- | -------------------- |
| Parma                | 0–2           | Juventus             |
| Castelfranco Emilia  | 0–1           | Genovese             |
| Baracca Lugo         | 11–0          | Italia Ancona        |
| Edera Trieste        | 2–0           | Arona                |
| Pistoiese            | 8–0           | Romana               |
| Cremonese            | 2–01          | Udinese              |
| Vola Genova          | 2–01          | Zara                 |
| Carrarese            | 4–0           | Russi                |
| Triestina            | 3–1           | Gallaratese          |
| Saronno              | 2–01          | Enrico Toti Livorno  |
| Novara               | 2–3           | SPAL                 |
| Reggiana             | 9–1           | Stelvio Olona Milano |
| Ponziana Trieste     | 1–12 (hu.) –3 | Monza                |
| Forti e Liberi Forli | 1–2           | Andrea Doria         |
| Pro Vercelli         | 7–2           | Modena               |
| Gea Firenze          | 0–2           | Milan                |
| Sestrese             | 2–01          | Roma                 |
| Sestri Levante       | 1–0           | Terni                |
| Padova               | 4–0           | Castelbolognese      |
| Vigevanesi           | 4–1           | Alba Roma            |
| Faenza               | 3–1           | Bagnolese            |
| Verona               | 2–01          | Juventus Massa       |
| Carpi                | 4–0           | US Milanese          |
| Genoa                | 4–2           | Internazionale       |
| Torino               | 11–0          | Pro Palazzolo        |
| Imolese              | 1–3           | Treviso              |
| Pro Patria           | 1–0           | Casale               |
| Canottieri Lecco     | –3            | Scafatese            |
| Vicenza              | –3            | Anconitana           |
| Alessandria          | –3            | Bologna              |

1 - Az olasz szövetség döntése alapján.

2 - A mérkőzést megismételték.

3 - A mérkőzést nem játszották le, így mindkét csapat kiesett.

### Negyedik forduló
A mérkőzések időpontjának adminisztrálásával problémák voltak, így a szövetség úgy döntött, hogy törli a versenyt.
| 1. csapat                                  | Eredmény      | 2. csapat                                      |
| ------------------------------------------ | ------------- | ---------------------------------------------- |
| Baracca Lugo                               | 1–0           | Vola Genova                                    |
| Pro Vercelli                               | 3–2           | Andrea Doria                                   |
| Carpi                                      | 4–1           | Carrarese                                      |
| Pro Patria                                 | 1–11 (hu.) –2 | Genoa                                          |
| Pistoiese                                  | –2            | Triestina                                      |
| Saronno                                    | –2            | Treviso                                        |
| Sestrese                                   | –2            | Torino                                         |
| Reggiana                                   | –2            | Sestese                                        |
| Liberty Bari                               | –2            | Verona                                         |
| Padova                                     | –2            | Genovese                                       |
| Milan                                      | –2            | Juventus                                       |
| Sestri Levante                             | –2            | Cremonese                                      |
| SPAL                                       | –2            | Canottieri Lecco - Scafatese mérkőzés győztese |
| Edera Trieste                              | –2            | Alessandria - Bologna mérkőzés győztese        |
| Faenza                                     | –2            | Vicenza - Anconitana mérkőzés győztese         |
| Ponziana Trieste - Monza mérkőzés győztese | –2            | Vigevanesi                                     |

1 - A mérkőzést megismételték.

2 - A mérkőzést nem játszották le.